# رابینسون کروزوئه (فیلم ۱۹۲۷)
«رابینسون کروزوئه» (انگلیسی: Robinson Crusoe (1927 film)) فیلمی در ژانر ماجرایی است که در سال ۱۹۲۷ منتشر شد. از بازیگران آن می‌توان به فای کامپتون اشاره کرد.